# Cristina Soto Esquivel
Cristina Marcela Soto Esquivel (Managua, 11 de julio de 1990) es una modelo nicaragüense y reina de belleza coronada como Reina del Carnaval de Nicaragua 2012 "Alegría por la Vida" el 2 de marzo de 2012.

## Biografía
Nació en Managua, el 11 de julio de 1990. Soto Esquivel es licenciada en Economía Aplicada con mención en Administración de PYMES y Finanzas en la Universidad Centroamericana. Destacándose como cum laude de la graduación 2012.

## Reina del Carnaval 2012
Cristina, representante de Managua, compitió frente a otras 11 candidatas en el certamen nacional de su país, Reina del Carnaval de Nicaragua «Alegría por la Vida», celebrado en Managua en el Hotel Holiday Inn Select el 2 de marzo de 2012, donde obtuvo el premio de Señorita Fotogénica convirtiéndose eventualmente en la ganadora, coronada por la Reina del Carnaval de Nicaragua saliente Norma Fuentes.

## Señorita Dulzura 2010
Cristina Soto obtuvo la Corona de Señorita Dulzura 2010, título otorgado por el Comité Nacional de Productores de Azúcar que se celebró en un hotel de Managua.